# Liste der Kirchengebäude im Dekanat Leipzig
Die Liste der Kirchengebäude im Dekanat Leipzig enthält die römisch-katholischen Kirchen im Bereich des Dekanats Leipzig im Bistum Dresden-Meißen. Sie liegen in der Stadt Leipzig, im Landkreis Leipzig und im Landkreis Nordsachsen.
Nach der Strukturierung von 2019 hat das Dekanat Leipzig diese sechs Pfarreien: St. Trinitatis (Leipzig-Zentrum), St. Bonifatius (Leipzig-Süd), Hl. Philipp Neri (Leipzig-West), St. Georg (Leipzig-Nord), Hl. Maria Magdalena (Leipzig-Ost, vorher St. Laurentius) und St. Franziskus (Wurzen, vorher Herz Jesu).
Die Liste enthält die Pfarrkirchen (P) und die jeweils zugeordneten Filialkirchen (F).
| Bild | Kirche | Ort/Lage                     | Status | Anmerkungen |
| ---- | --- | ---------------------------- | ------ | --- |
|      | Propsteikirche St. Trinitatis Leipzig                                                                       | Leipzig (Lage)               | P      | erbaut 2013–2015, geweiht 9. Mai 2015 als dritte Propsteikirche St. Trinitatis, dazu Kapelle der Studentengemeinde Sel. Alois Andritzki, geweiht 2012, in der Harkortstraße.                                                                                           |
|      | St. Bonifatius Leipzig-Connewitz                                                                            | Leipzig-Connewitz (Lage)     | P      | erbaut 1929–1930, geweiht 19. Januar 1930, Architekt Theo Burlage Neugründung der Pfarrei St. Bonifatius Leipzig-Süd am 20. Januar 2019 (aus den bisherigen Pfarreien St. Bonifatius Leipzig-Connewitz und St. Peter und Paul Markkleeberg)                            |
|      | St. Peter und Paul Markkleeberg (Filialkirche von St. Bonifatius Leipzig-Connewitz)                         | Markkleeberg (Lage)          | F      | geweiht 31. März 2001 |
|      | Christus König Böhlen (Filialkirche von St. Bonifatius Leipzig-Connewitz)                                   | Böhlen (Lage)                | F      | geweiht 12. September 1954, Architekt Andreas Marquart |
|      | St. Hedwig Pegau (Filialkirche von St. Bonifatius Leipzig-Connewitz)                                        | Pegau (Lage)                 | F      | geweiht 1. Dezember 1996 |
|      | Heilig Geist Zwenkau (Filialkirche von St. Bonifatius Leipzig-Connewitz)                                    | Zwenkau (Lage)               | F      | geweiht 26. April 1952, Architekt Andreas Marquart |
|      | Liebfrauenkirche (Mariä Himmelfahrt) Leipzig-Lindenau                                                       | Leipzig-Lindenau (Lage)      | P      | erbaut 1907/08 nach Entwurf des Leipziger Architekten Anton Käppler, 1934–1935 Umbau durch Rudolf Schwarz Neugründung der Pfarrei Hl. Philipp Neri Leipzig-West am 16. Juni 2019 (aus den bisherigen Pfarreien Liebfrauen Leipzig-Lindenau, St. Martin Leipzig-Grünau) |
|      | St. Hedwig Leipzig Böhlitz-Ehrenberg (Filialkirche der Liebfrauenkirche Leipzig-Lindenau)                   | Böhlitz-Ehrenberg (Lage)     | F      | geweiht 14. November 1954, Architekt Andreas Marquart |
|      | St. Josef Leipzig-Großzschocher (Filialkirche der Liebfrauenkirche Leipzig-Lindenau)                        | Leipzig-Großzschocher (Lage) | F      | geweiht 29. April 1942 |
|      | St. Theresia vom Kinde Jesu Leipzig-Leutzsch (Filialkirche der Liebfrauenkirche Leipzig-Lindenau)           | Leipzig-Leutzsch (Lage)      | F      | erbaut 1930 |
|      | St. Martin Leipzig-Grünau (Filialkirche der Liebfrauenkirche Leipzig-Lindenau)                              | Leipzig-Grünau (Lage)        | F      | geweiht 27. Januar 1985 |
|      | Maria, Hilfe der Christen Markranstädt (Filialkirche der Liebfrauenkirche Leipzig-Lindenau)                 | Markranstädt (Lage)          | F      | erbaut 1895–1896, geweiht 8. September 1896, profaniert 2022 |
|      | St. Georg Leipzig-Gohlis                                                                                    | Leipzig-Gohlis (Lage)        | P      | erbaut 1923 Neugründung der Pfarrei St. Georg Leipzig-Nord am 17. Oktober 2019 (aus den bisherigen Pfarreien St. Georg Leipzig-Gohlis, St. Albert Leipzig-Wahren, St. Gabriel Leipzig-Wiederitzsch)                                                                    |
|      | Klosterkirche und Dominikaner-Kloster St. Albert Leipzig-Wahren (Filialkirche von St. Georg Leipzig-Gohlis) | Leipzig-Wahren (Lage)        | F      | erbaut 1951–1952, geweiht 18. November 1952, Architekt Andreas Marquart, Künstler Georg Nawroth, |
|      | St. Gabriel Leipzig-Wiederitzsch (Filialkirche von St. Georg Leipzig-Gohlis)                                | Leipzig-Wiederitzsch (Lage)  | F      | erbaut 1968–1970, geweiht 21. März 1970, Architekt Peter Weeck, Künstler Friedrich Press, |
|      | St. Laurentius Leipzig-Reudnitz                                                                             | Leipzig-Reudnitz (Lage)      | P      | geweiht 13. August 1893 Neugründung der Pfarrei Hl. Maria Magdalena Leipzig-Ost am 8. Dezember 2019 (aus den bisherigen Pfarreien St. Gertrud Leipzig-Engelsdorf, St. Laurentius Leipzig-Reudnitz, Hl. Familie Leipzig-Schönefeld, St. Anna Taucha)                    |
|      | Heilige Familie Leipzig-Schönefeld (Filialkirche von St. Laurentius Leipzig-Reudnitz)                       | Leipzig-Schönefeld (Lage)    | F      | erbaut 1928, geweiht 23. September 1928, 1951 erneuert, geweiht 29. März 1953 |
|      | St. Gertrud Leipzig-Engelsdorf (Filialkirche von St. Laurentius Leipzig-Reudnitz)                           | Leipzig-Engelsdorf (Lage)    | F      | geweiht 17. November 1986 |
|      | St. Anna Taucha (Filialkirche von St. Laurentius Leipzig-Reudnitz)                                          | Taucha (Lage)                | F      | geweiht 24. Februar 1980 |
|      | Herz Jesu Wurzen                                                                                            | Wurzen (Lage)                | P      | geweiht 3. Dezember 1899, dazu Kapelle St. Hedwig im APH Wurzen, geweiht 31. August 2000 Neugründung der Pfarrei St. Franziskus Wurzen am 5. Mai 2019 (aus den bisherigen Pfarreien St. Trinitatis Grimma und Herz Jesu Wurzen)                                        |
|      | St. Trinitatis Grimma (Filialkirche von Herz Jesu Wurzen)                                                   | Grimma (Lage)                | F      | geweiht 11. Oktober 1857, dazu Kapelle St. Maria, Mutter vom guten Rat in Seelingstädt, geweiht August 1949, Kapelle im APH „Stadthaus“, geweiht 1. Juli 2003 |
|      | St. Ludwig Beucha (Filialkirche von Herz Jesu Wurzen)                                                       | Beucha (Lage)                | F      | geweiht 20. Dezember 1912 |
|      | Zum Guten Hirten Naunhof (Filialkirche von Herz Jesu Wurzen)                                                | Naunhof (Lage)               | F      | geweiht 26. Mai 2002 Architekt Gerd Bürger, Künstler Andreas Kuhnlein |